# رائحة الشخص المسن

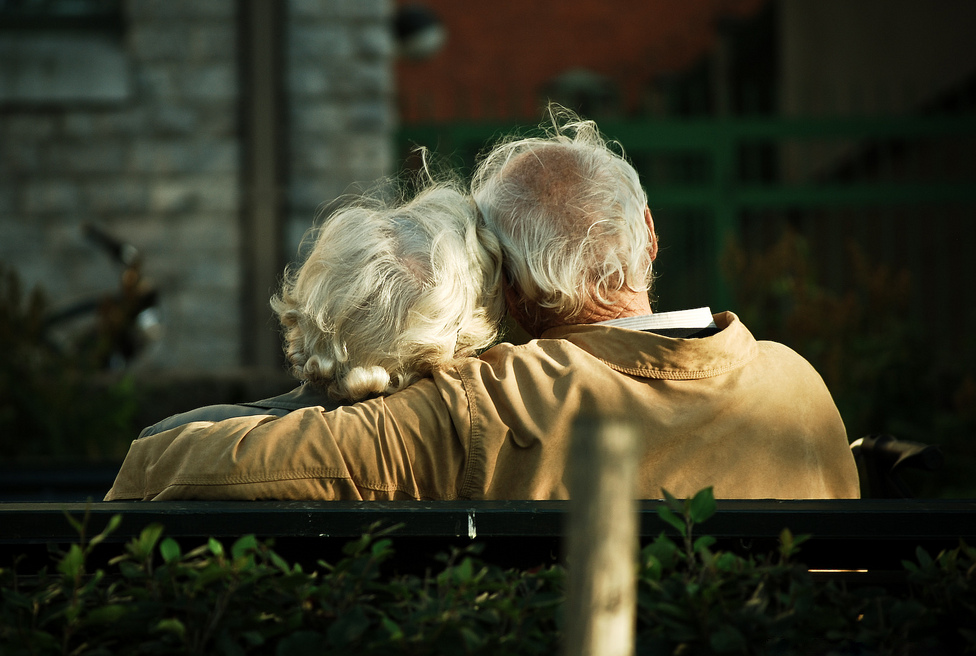

رائحة الشخص المسن رائحة الشخص القديم هي رائحة مميزة للمسنين. مثل الكثير من الأنواع الحيوانية، الرائحة البشرية يخضع مراحل متميزة على أساس التغيرات الكيميائية التي بدأت من خلال عملية الشيخوخة. وتشير البحوث إلى أن هذا يمكّن البشر من تحديد مدى ملاءمة الشركاء المحتملين على أساس العمر، بالإضافة إلى عوامل أخرى.

## عوامل أخرى مؤثرة
قد يكون نتيجة 2-nonenal, غير المشبعة التي ترتبط مع التغيرات رائحة جسم الإنسان أثناء الشيخوخة، ومع ذلك، هناك فرضيات أخرى. فشلت دراسة أخرى في الكشف عن 2-nonenal على الإطلاق، ولكن وجدت زيادة كبيرة في تركيزات البنزوثيازول، بالإضافة إلى ثنائي ميثيل سولفون.
في عام 2012 نشر مركز الحواس الكيميائية Monell بيانًا صحفيًا يدعي فيه أن قدرة الإنسان على تحديد معلومات مثل العمر والمرض والملاءمة الوراثية من الرائحة هي المسؤولة عن «رائحة الرجل المسن» المميزة. وقال عالم الأعصاب الحسي يوهان لوندستروم: «إن كبار السن لديهم رائحة تحت الإبط التي يعتبرها الشباب محايدة إلى حد ما وليست غير سارة للغاية». وفي اليابان تعرف رائحة الشخص المسن باسم كاريشو، حيث يتم وضع الكثير من القيمة الاجتماعية على الاستمالة الشخصية وتستهدف الصابون محددة الراقية إزالة الرائحة في المستهلكين المسنين أكثر.